# Goniodiscaster porosus
Goniodiscaster porosus är en sjöstjärneart som först beskrevs av Jean Baptiste François René Koehler 1910.  Goniodiscaster porosus ingår i släktet Goniodiscaster och familjen Oreasteridae. Inga underarter finns listade i Catalogue of Life.